# Klärschlamm

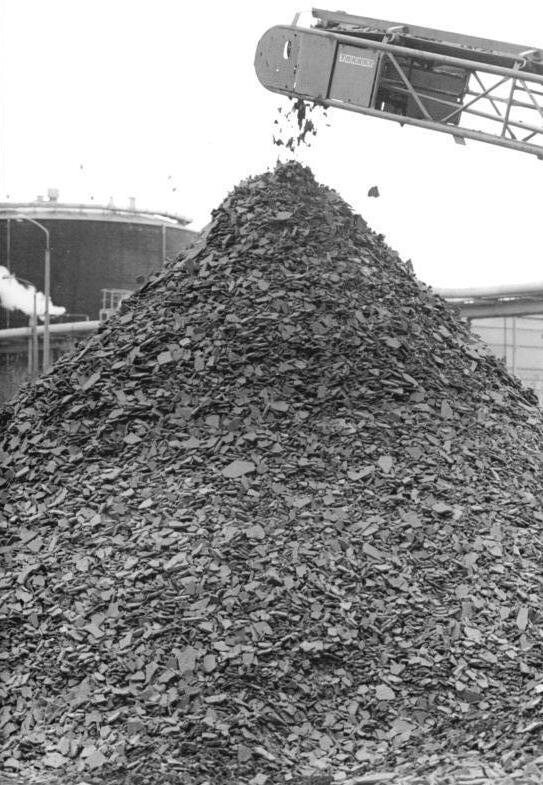
Klärschlamm in gepresstem Zustand im VEB Synthesewerk Schwarzheide (1990)

Klärschlamm ist eine Mischung aus organischen und anorganischen Fest- und Flüssigstoffen, die bei der Abwasserreinigung durch Sedimentation gewonnen wird. Bei den Feststoffen handelt es sich um Schwebstoffe, die sich in der Kläranlage aus dem Wasser absetzen und zu Boden sinken (sedimentieren). In dem Flüssigstoffanteil liegen neben Wasser eine Vielzahl von chemischen Verbindungen in gelöstem Zustand vor.

## Arten
Man unterscheidet Rohschlamm, Belebtschlamm und behandelten Klärschlamm. Rohschlamm fällt auf Kläranlagen als Primärschlamm in der mechanischen Reinigungsstufe aufgrund der festen Bestandteile im Abwasser, und Belebtschlamm als Überschussschlamm in der biologischen Stufe an. Der Überschussschlamm besteht überwiegend aus Mikroorganismen, wie etwa Protisten und Bakterien. Durch aerobe oder anaerobe Behandlung des Schlamms erhält man weniger geruchsintensiven Klärschlamm (behandelter Klärschlamm bzw. stabilisierter Klärschlamm). Die anaerobe Behandlung erfolgt in vielen Kläranlagen in Faultürmen (Faulschlamm) unter Bildung von Klärgas (Methangehalt um 60 %). Der Klärschlamm ist im Ausgangszustand dünnflüssig und dunkel gefärbt. Durch Schwerkrafteindickung werden Feststoffgehalte von etwa zwei bis fünf Prozent erreicht.
Durch den Einsatz von Flockungshilfsmitteln wird der Schlamm so aufbereitet, dass er beispielsweise durch Zentrifugen, Schneckenpressen oder Siebbandanlagen auf einen Feststoffgehalt (TS-Gehalt) von bis zu 35 % entwässert werden kann. Mit Hilfe von Kammerfilterpressen oder Klärschlammvererdungsanlagen sind auch höhere Entwässerungsgrade erreichbar, wobei in letzteren noch zusätzlich ein biologischer Abbau der organischen Substanz stattfindet.

## Zusammensetzung

### Roh- und Nährstoffe
Der Klärschlamm ist reich an Nährstoffen, da Mikroorganismen die Abwasserinhaltsstoffe in der biologischen Stufe zum Aufbau der Biomasse verwenden und so die im Abwasser enthaltenen Nährsalze aufkonzentrieren. Von besonderer Bedeutung sind insbesondere für die Landwirtschaft Nitrat, Phosphat und andere Pflanzennährstoffe.
Nachfolgend eine Tabelle mit den normalen Gehalten an Nährstoffen der Klärschlämme, die zeitweise und auch von Anlage zu Anlage stark schwanken können.
| Nährstoff                         | in % TS | Minimal mg/l | Maximal mg/l | Mittel mg/l |
| --------------------------------- | ------- | ------------ | ------------ | ----------- |
| Stickstoff (N)                    | 1,5–5   | 0,5          | 1230         | 192         |
| Phosphate (P2O5)                  | 1,5–5   | 1            | 1720         | 182         |
| Kalium (K2O)                      | 0,1–0,3 | 0,5          | 475          | 21          |
| Calcium (CaO)                     | 4–6     | 0,5          | 3635         | 369         |
| Magnesium (MgO)                   | 0,6–2   | 0,5          | 610          | 49          |
| Glühverlust (organ. Bestandteile) | 40–80   |              |              |             |
In städtischem Klärschlamm ist Gold in Spuren enthalten, die von der Nutzung, der Verarbeitung und dem Verschleiß von Goldlegierungen (Abrieb von Zahnfüllungen, Schmuckkettenglieder, Verlust und so weiter) stammen. Eine Untersuchung verschiedener Proben aus Arizona ergab neben verschiedenen anderen Edelmetallen einen Gehalt von durchschnittlich 0,3 Gramm Gold pro Tonne Klärschlamm. Aus dem Schlamm der Kläranlage in der Stadt Suwa in Japan, in deren Einzugsgebiet eine große Zahl von Unternehmen ansässig ist die sich auf Präzisionsmaschinenherstellern spezialisiert haben und das Metall verarbeiten, konnte aus der Klärschlammasche nach dessen Verbrennung 1890 Gramm Gold pro Tonne Asche gewonnen werden.

### Schadstoffe
Im Klärschlamm kann eine Vielzahl an organischen Verbindungen mit verschiedenen Eigenschaften und Wirkungen vorhanden sein. Diese Stoffe können beispielsweise kanzerogen, mutagen, giftig etc. sein. Ein spezielles Problem sind Schwermetallverbindungen. Ein Beispiel ist Chrom, welches in elementarer Form ungiftig, als Chrom(III) essentiell und als Chrom(VI) giftig und karzinogen ist.
Die deutsche Klärschlammverordnung und die Düngemittelverordnung enthalten Grenzwerte, um die Gefahren für Mensch und Umwelt zu minimieren. Auch wenn solche Stoffe nur in geringen Konzentrationen im Abwasser vorhanden sind, besteht das Risiko, dass sie sich nach der landwirtschaftlichen Aufbringung anreichern („Bioakkumulation“) und in die Nahrungskette gelangen. Das gilt außer für Schwermetalle auch für die Summenparameter AOX, PCB und PCDD.
Aus Krankenhausabwässern und aus häuslichem Abwasser werden eine Vielzahl von Spurenstoffen in das Abwasser eingetragen, die teilweise auch im Klärschlamm nachweisbar sind. Reinigungsverfahren für Abwasser können Spurenstoffe nicht vollständig eliminieren. In einem EU-geförderten Projekt wurden Klärschlämme aus der Abwasserreinigung mit unterschiedlichen Reinigungsverfahren untersucht und Konzentrationen unterschiedlicher Medikamentengruppen nachgewiesen. Die Verwendung von Klärschlamm in der landwirtschaftlichen Düngung kann somit einen Eintragspfad für Spurenstoffe in Boden und Wasser darstellen.
Nachfolgend eine Tabelle mit Angaben zu diesen organischen Stoffgruppen und chemischen Verbindungen und deren Konzentration, die im Klärschlamm der 1980er Jahre nachweisbar waren. Bedingt durch die zwischenzeitlich erlassenen gesetzlichen Verbote zur Verwendung einiger der angeführten Unkraut- und Schädlingsbekämpfungsmittel sind mehrere der angegebenen Verbindungen in den Schlämmen aktuell nicht mehr nachweisbar. Toxische organische Verbindungen sind auch aktuell noch in den Schlämmen vorhanden.
| Stoffgruppe                                  | chem. Verbindung                              | min.-max. in µg/l | übliche Konzentration in µg/l |
| -------------------------------------------- | --------------------------------------------- | ----------------- | ----------------------------- |
| Polycyclische aromatische Kohlenwasserstoffe | Fluoranthen                                   | 0,10–43           | –                             |
| Polycyclische aromatische Kohlenwasserstoffe | Benzo[a]fluoranthen                           | 0,01–9            | –                             |
| Polycyclische aromatische Kohlenwasserstoffe | Benzo[a]pyren                                 | 0,01–40           | –                             |
| Polycyclische aromatische Kohlenwasserstoffe | Benzo[ghi]perylen                             | nn–31             | –                             |
| Polycyclische aromatische Kohlenwasserstoffe | Indeno[1,2,3-cd]pyren                         | 0,01–23           | –                             |
| Polycyclische aromatische Kohlenwasserstoffe | Pyren                                         | 0,10–35           | –                             |
| chlorierte Kohlenwasserstoffe                | Hexachlorbenzol (HCB)                         | nn–0,2            | < 1                           |
| chlorierte Kohlenwasserstoffe                | p,p′-Dichlordiphenyldichlorethen (p,p′-DDE)   | nn–0,9            | < 0,2                         |
| chlorierte Kohlenwasserstoffe                | DDT                                           | nn–0,2            | < 1                           |
| chlorierte Kohlenwasserstoffe                | β-HCH                                         | nn–0,1            | –                             |
| chlorierte Kohlenwasserstoffe                | γ-HCH (Lindan)                                | nn–0,8            | < 0,05                        |
| chlorierte Kohlenwasserstoffe                | Dieldrin                                      | nn–0,4            | < 1                           |
| Phthalate                                    | DEHP                                          | 70–100            | –                             |
| polychlorierte Biphenyle                     | PCB 101 = 2,2′,4,5,6′-Pentachlorbiphenyl      | nn–0,9            | –                             |
| polychlorierte Biphenyle                     | PCB 138 = 2,2′,3,4,4′,5′-Hexachlorbiphenyl    | nn–5              | –                             |
| polychlorierte Biphenyle                     | PCB 153 = 2,2′,4,4′,5,5′-Hexachlorbiphenyl    | 0,01–4            | –                             |
| polychlorierte Biphenyle                     | PCB 180 = 2,2′,3,4,4′,5,5′-Heptachlorbiphenyl | 0,01–1,2          | –                             |
| polychlorierte Biphenyle                     | Clophen A60                                   | 0,2–19            | < 1                           |

## Schlammbehandlung
Klärschlamm wird für den weiteren Verwertungsweg behandelt. Dabei können folgende Verfahrensstufen genutzt werden: Eindicken, Konditionieren, Hygienisieren, Entwässern und Trocknen. Welche Verfahren dabei angewandt werden und in welcher Reihenfolge dies erfolgt, hängt von verschiedenen Randbedingungen ab (Größe der Kläranlage, Stabilisierungsart des Klärschlamms, lokale Situation, Platzverhältnisse etc.).

### Anaerobe Schlammstabilisierung
Nach der novellierten der kommunalen Abwasserrichtlinie (EU) 2024/3019 (KARL) soll der Sektor der kommunalen Abwasserbehandlung bis 2045 energieneutral sein. Nun beinhalten die Kläranlagen in der EU 87.500 GWh pro Jahr an chemische Energie, die sich zu einem großen Teil im Klärschlamm befindet. Je nach angewandtem Verfahrensschritt in der Klärtechnik, kann diese Energie im Klärschlamm verstärkt nutzbar gemacht werden. Ein wichtiger Bestandteil ist die Ausfaulung im Methanreaktor (Anaerobe Schlammstabilisierung). Zum einen wird dabei die zu behandelnde Masse verringert, zum anderen wird dabei Biogas gewonnen, das in BHKWs verstromt werden kann.

### Entwässerung

#### Mechanische Entwässerung
Häufig entwässern mechanische Entwässerungseinrichtungen (Hydraulische Pressen, Zentrifugen, Kammerfilterpressen, Siebbandpressen, Schneckenpressen) den in der Regel (aerob oder anaerob) stabilisierten Klärschlamm vor der Nachbehandlung, Verwertung oder Entsorgung. Um eine weitgehende Abtrennung des im Klärschlamm enthaltenden Wassers zu erreichen, ist es in der Regel erforderlich, den Schlamm zu konditionieren. Das kann geschehen, indem man dem Flüssigschlamm polymere Flockungshilfsmittel (seltener Eisen oder Kalkmilch) zugibt. Eine Kalkzugabe beträgt etwa 20 % bis 35 % CaO im Feststoffanteil und macht einen wesentlichen Teil des Nutzens bei der Verwertung als Dünger aus. Jedoch wird dabei die ursprüngliche Trockenmasse der Entsorgungsmenge erhöht, was zu Mehrkosten führen kann. Durch die mechanische Entwässerung steigt der Feststoffgehalt je nach angewandter Technologie bis auf über 30 % und ermöglicht somit die Reduzierung des Volumens bzw. der Masse des zu entsorgenden Klärschlamms auf ein Zehntel der ursprünglichen Menge des Nassschlamms. Neben den hydrostatisch arbeitenden Filtern gibt es zudem noch den Vakuumbandfilter. Hierbei erfolgt die Entwässerung durch die Schwerkraft mit zusätzlicher Vakuumunterstützung. Je nach Anwendung werden bei Vakuumbandfiltern entweder Filtervliese oder Endlos-Filterbänder eingesetzt, sodass ein hoher Durchsatz erzielt werden kann.

#### Biologische Entwässerung
Unter der biologischen Entwässerung versteht man das Aufbringen von Klärschlamm auf Vererdungsbeete. In diesen vorwiegend mit Schilf bepflanzten Beeten kommt es zunächst zu einer schnellen Entwässerung des Klärschlamms auf etwa 10 % Feststoffgehalt. Das durch den Bodenfilter sickernde Wasser des Klärschlamms wird mit Drainagesystemen aufgefangen und zur Kläranlage zurückgeführt. In den Vererdungsbeeten der Klärschlammvererdungsanlage verbleiben die organischen und mineralischen Feststoffanteile. Durch biologische Umsetzungsprozesse über einen längeren Zeitraum werden die organischen Anteile abgebaut und mineralisiert, wodurch die Masse wesentlich verringert wird. Aus dem Reststoff Klärschlamm entsteht dadurch hochwertige Klärschlammerde, die nach Räumung und Nachlagerung Trockenmassegehalte von bis zu 60 % erreicht. Durch den Abbau von 50 % bis 60 % der im Klärschlamm enthaltenen organischen Stoffe (Massenreduktion) kann Klärschlammvererdung effektiv geringere Restmengen erreichen.

### Trocknung

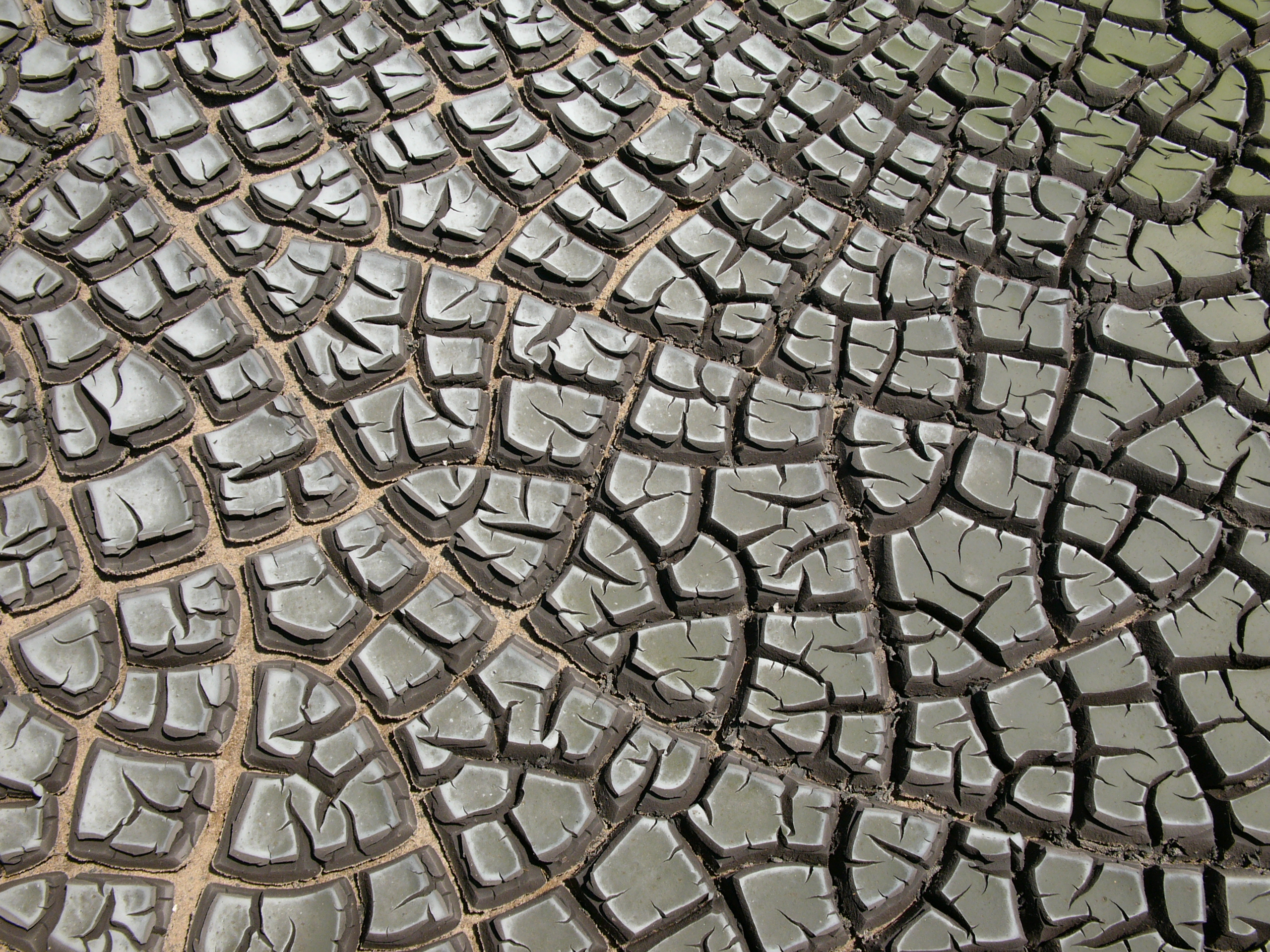
Klärschlamm mit Trockenrissen

Durch die Trocknung wird das Gewicht und das Volumen des Schlamms weiter vermindert. Das im Schlamm gebundene Wasser wird mit Hilfe von Verdunstung bzw. Verdampfung reduziert.
Vor allem beruhen die verschiedenen Trocknungsverfahren auf Kontakt-, Konvektions- oder Strahlungsvorgängen, um das gebundene Wasser zu lösen.
Der Heizwert des getrockneten Schlammes hängt von der Trocknungsart, der Restfeuchte und dem Kohlenstoffanteil im eingesetzten Edukt ab. Der Heizwert von getrocknetem Rohschlamm entspricht dem getrockneter Braunkohle (bis 19 MJ/kg), getrockneter Faulschlamm erreicht ca. 11 MJ/kg.

#### Solare Klärschlammtrocknung
Hierzu wird der in der Abwasserreinigung anfallende und vorentwässerte Klärschlamm mit Hilfe der Energie der Sonne getrocknet.
Der Schlamm wird großflächig in eine Trocknungshalle gebracht. Diese Halle gleicht einem Gewächshaus und hat eine transparente Gebäudeeindeckung aus Folie, Polycarbonat oder Glas.
Die Erwärmung der Trocknungsluft in der Halle erfolgt durch direkte und diffuse Sonnenstrahlung; dadurch werden die Luft und der lagernde Klärschlamm erwärmt. Diese Erwärmung erhöht den Dampfdruck im Klärschlamm gegenüber der darüberstehenden Luft und verdunstet das Wasser aus dem Klärschlamm. Ein Lüftungssystem in der Halle (etwa mit Lüftungsklappen oder Ventilatoren) sorgt für die Abführung der feuchten Luft.
Der mögliche Trocknungsgrad des Schlammes ist von der Zeitdauer, Außentemperatur und Sonneneinstrahlung abhängig. Er gibt an, wie viel Restfeuchte im Schlamm nach dem Trocknen vorhanden ist. Bei genügend langer Aufenthaltsdauer in der Halle erhält man im Sommer einen Trocknungsgrad von rund 90 %. Im Winter verringert sich der spezifische Wasserentzug je m² Grundfläche; dadurch ist die Verdunstung (und damit auch der Trocknungsgrad des Schlamms) etwas geringer als im Sommer.
Mittels Trocknung wird ein Granulat erzeugt, welches als Sekundärbrennstoff mit einem Heizwert von 8–11 MJ/kg TS (entspricht ca. 2–3 kWh/kg TS; Umrechnung: 1 MJ = 0,2778 kWh) in Kohlekraft- und Zementwerken eingesetzt wird oder als Dünger (siehe Abschnitt Entsorgung) verwendet werden kann.
Eine der größten solaren Klärschlammtrocknungsanlage mit 7200 m² Trocknungsfläche wird in Nicaragua nach dem „Wendewolf-Verfahren“ betrieben. Seit 2008 existiert die damals weltgrößte solare Klärschlammtrocknungsanlage mit 20.000 m² Trocknungsfläche auf der spanischen Mittelmeerinsel Mallorca bei Palma. In 12 Doppelhallen werden ca. 30.000 t Klärschlamm pro Jahr im Batch-Verfahren getrocknet. Die Klärschlammtrocknung wird durch einen als „Elektrisches Schwein“ bezeichneten Wenderoboter beschleunigt. Die Ausbaugröße der angeschlossenen Kläranlagen beträgt 600.000 Einwohnerwerte. Die im Jahr 2021 weltweit größte Klärschlammtrocknungsanlage befindet sich in Bahr El-Baqar auf der Halbinsel Sinai in Ägypten. Sie umfasst eine Gesamtfläche von 650.000 Quadratmetern, die zur solaren Klärschlammtrocknung benutzte Fläche beläuft sich auf 160.000 Quadratmeter. 490.000 Tonnen entwässerten Klärschlamms werden von 24 % TR auf 75 Prozent TR getrocknet.

#### Bandtrockner
Die Trocknung von Klärschlamm mit einem Bandtrockner wird üblicherweise in einer Luftatmosphäre durchgeführt. Dabei erwärmt die Luft die mittels Lochmatrize erzeugten Klärschlammschnüre auf dem Band. Die austretende Luft wird in einem Biofilter gereinigt. Die Feuchte muss unter Umständen auskondensiert werden. Die Energie für die Lufterwärmung wird üblicherweise als Abwärme aus einem Industrieprozess bereitgestellt. Daher wird die Bandtrocknung oft als Beispiel für die Niedertemperaturtrocknung herangezogen.

#### Wirbelschichtverdampfungstrockner (WVT)
Für den Wirbelschichtverdampfungstrockner werden üblicherweise Klärschlammpartikel verwendet, die in einer Wirbelschicht mit überhitztem Wasserdampf (atmosphärisch oder mit Überdruck) fluidisiert werden. Die Partikel werden mittels Extruder oder Fleischwolf hergestellt. Das aus dem Produkt verdampfte Wasser wird an einem Wärmeübertrager kondensiert und kann thermisch weiterverwendet werden (Sattdampf bei 4 bar mit ca. 140 °C). Der Brüden (Kondensat) wird danach der Kläranlage als Rückbelastung zugeführt. Als Heizmedium kommen üblicherweise Sattdampf oder Thermoöl zum Einsatz.

#### Scheibentrockner
Beim Scheibentrockner wird der Klärschlamm an beheizten Scheiben ähnlich einem Mischer erhitzt. Der entweichende Dampf wird abgeführt und auskondensiert. Die entstehenden wasserunlöslichen Gase werden gereinigt. Das Kondensat kann mittels Wärmeübertrager thermisch weiterverwendet werden (üblicherweise atmosphärisch mit 70–90 °C) und wird danach der Kläranlage als Rückbelastung zugeführt. Als Heizmedium kommen üblicherweise Sattdampf oder Thermoöl mit hohen Temperaturen zum Einsatz. Daher wird diese Art der Trocknung oft als Beispiel für die Hochtemperaturtrocknung herangezogen.

## Verwertung und Entsorgung
Traditionell haben sich unterschiedliche Entsorgungswege für Klärschlamm entwickelt. Durch den hohen Anteil an Pflanzenverfügbaren Nährstoffen, bot sich ein Ausbringen auf die Felder an. Strengere Gesetze und höhere Konzentrationen hinsichtlich der Schadstoffe schränkten dies zunehmend ein. Dennoch gibt es Bestrebungen die beinhalteten Nähr- und Rohstoffe und die Energie zurückzugewinnen.

### Landwirtschaftliche Verwertung
Die Verwertung von Klärschlamm als Dünger in der Landwirtschaft unterliegt in der Europäischen Union der Richtlinie 86/278/EWG Verwendung von Klärschlamm in der Landwirtschaft, die Grenzwerte der Konzentrationen für Schwermetalle festlegt.
In Deutschland regelt die Klärschlammverordnung (AbfKlärV) die Weiterverwendung von Klärschlamm aus kommunalen Kläranlagen. Die Verwendung als Dünger ist nur auf Ackerflächen zulässig, nicht auf Dauergrünland oder Obst- und Gemüseanbauflächen. Klärschlämme, die hinsichtlich der Schadstoffgehalte die Vorschriften der Klärschlammverordnung erfüllen und hinsichtlich der Nährstoffgehalte den Vorgaben der Düngemittelverordnung entsprechen, gelten in Deutschland als zugelassenes Düngemittel. Düngerechtlich exakt deklarierte Klärschlämme oberer Güte, welche pflanzenbauliche Vorteile von der direkten Nährstoffwirkung, der Humuszufuhr und dem Kalkeffekt besitzen, werden Klärdünger genannt. Nach Angaben des statistischen Bundesamtes wurden 2012 in Deutschland 45 % der behandelten Klärschlämme aus kommunalen Kläranlagen als Dünger in der Landwirtschaft und im Landschaftsbau eingesetzt (stoffliche Verwertung), der Rest wurde thermisch entsorgt. Regional sind die Verwertungsraten sehr unterschiedlich, das Bundesland mit der höchsten stofflichen Verwertungsrate ist Mecklenburg-Vorpommern (2012: 96 %). Die noch zulässigen Schadstoffgehalte für landwirtschaftlich ausgebrachten Klärschlamm war lange Zeit in der Diskussion. Eine Novellierung der deutschen Klärschlammverordnung erfolgte 2017 und hatte eine Verschärfung der Schadstoff-Grenzwerte und die Aufnahme zusätzlicher Kriterien zur Folge. Wegen des hohen Anteils an Schadstoffen im Klärschlamm wurde die Verwendung als Düngemittel bereits vereinzelt eingestellt oder wird zunehmend kritisiert. Über Klärschlämme gelangen auch Kunststoffe in und auf Böden. Hochrechnungen gehen davon aus, dass allein die Menge Mikroplastik, die mit Klärschlämmen jährlich in den Boden gelangt, größer ist als die Menge, die in den Weltmeeren landet. Die Bundesregierung forciert indessen die Rückgewinnung von Phosphor aus Klärschlämmen, um diesen für Düngemittel zu verwenden. Zwei mögliche Aufbereitungsmethoden erarbeiteten Wissenschaftler der Universität Gießen. Die Ergebnisse aus Forschung und Entwicklung macht sich die Abfallwirtschaft bereits zunutze. Im Sommer 2019 eröffnete in Hamburg die erste Recyclinganlage zur Phosphorrückgewinnung aus Klärschlamm-Asche.
In den österreichischen Bundesländern Tirol und Salzburg ist die Ausbringung von Klärschlamm verboten, desgleichen in Wien, wohingegen sie im übrigen Österreich eingeschränkt möglich ist. Die Regierung plante 2013 ein bundesweites Verbot, hat das aber noch nicht umgesetzt. Im Januar 2022 hat das Klimaschutzministerium mit dem Aktionsplan Mikroplastik ein Maßnahmenpaket angekündigt, welches die Mikroplastikemissionen durch die Ausbringung von Klärschlamm als Dünger reduzieren soll.
In der Schweiz hingegen ist die Ausbringung von Klärschlamm auf Futter- und Gemüseflächen bereits seit dem 1. Januar 2003 untersagt und seit dem 1. Oktober 2006 vollkommen verboten. Der getrocknete Klärschlamm wird in Kehricht- und Schlammverbrennungsanlagen sowie in Zementwerken thermisch verwertet. Wegen knapper Kapazitäten wurden auch geringe Mengen deponiert und exportiert, vorwiegend zur Mitverbrennung in Braunkohlekraftwerken in Deutschland. Gründe für das Verbot in der Schweiz waren unter anderem der Quecksilbergehalt des Klärschlamms und der Gehalt an endokrin wirkenden Stoffen. 2013 begann im Kanton Zürich ein Projekt zur Phosphorrückgewinnung im Sinne eines Urban Minings aus Klärschlammasche. Der Bau einer Klärschlammverwertungsanlage auf dem Areal der Stadt Zürich wurde im März 2013 von den Stimmberechtigten angenommen. Bis Ende 2016 wurde das Pilotprojekt durchgeführt. Im Juni 2019 gab die Baudirektion des Kantons Zürich bekannt, dass ein Vorprojekt für eine überregionale Produktionsanlage im solothurnischen Zuchwil bis Ende 2020 erarbeitet werde. In dieser Rückgewinnungsanlage soll, voraussichtlich ab 2026, die Phosphorsäure unter industriellen Bedingungen hergestellt werden können.
Ein weiterer Weg, Phosphor aus Klärschlämmen zurückzugewinnen statt in direkt auf die Felder auszubringen, ist eine gesonderte Ausfällung als Struvit. Struvit ist sehr gut pflanzenverfügbar und kann als Düngemittel in der Landwirtschaft verwendet werden.

### Energetische Verwertung
Klärschlämme werden des weiteren in thermischen Verfahren (Verbrennung oder Vergasung) eingesetzt. Ob eine Verbrennung von Klärschlamm als Verwertung gilt, hängt von der Art des Verfahrens ab. Für die Verbrennung ist der Heizwert wichtig, letztlich also der Gehalt an Kohlenstoff. Ein ausreichend hoher Heizwert ist durch vorherige Trocknung zu erzielen, die allerdings zusätzlichen Energiebedarf hat.
Folgende thermischen Verfahren dienen der Klärschlammentsorgung:
- Mitverbrennung in mit Feststoffen befeuerten Kraftwerken (Kohlekraftwerk, Braunkohlekraftwerk)
- energetische und stoffliche Nutzung von Klärschlamm im Zementwerk
- Mitverbrennung im Müllheizkraftwerk
- sogenannte Monoverbrennung (ausschließlicher Einsatz von Klärschlamm)
- Vergasung im Monoverfahren oder mit Biomasse (Erzeugung von Brenngas für ein Blockheizkraftwerk)
- Klärschlammvergasung[42]
- In der Schweiz wird eine Versuchsanlage betrieben zur Herstellung von Lefinoel, einem flüssigen Energieträger, der als Basis zur Herstellung von Dieseltreibstoff oder leichtem Heizöl verwendet werden kann.
- Hydrothermale Karbonisierung[43]

Bei vielen thermischen Verwertungsverfahren gehen die im Klärschlamm enthaltenen Pflanzennährstoffe dem natürlichen Stoffkreislauf verloren, wenn durch Verbrennung zusammen mit aschereichen Brennstoffen oder Abfällen die im Schlamm enthaltenen Nährstoffe durch die Hauptasche stark verdünnt werden. Diese Aschen können heute in der Regel nicht sinnvoll für eine Nährstoffrückgewinnung herangezogen werden. Bei Monoverfahren, bei denen ausschließlich Klärschlamm eingesetzt wird, ist der Phosphoranteil in der Asche so hoch, dass eine Rückgewinnung des Phosphors aufgrund der Ressourcenknappheit zum Beispiel in Deutschland wirtschaftlich werden könnte. Im Kanton Zürich (Schweiz) wird angestrebt, mittels des Phos4Life-Prozesses bis zu 95 % des Phosphors aus durch Monoverbrennung gewonnener Asche Rückzugewinnen. In der Pilotierung desselben Prozesses konnten bis zu 50 % des Eisens als FeCl3 rückgewonnen werden. Dieses kann erneut zur Phosphorfällung verwendet werden. Weiter wurde die chemische Speziierung von Ti (Ti ist 6-fach an O koordiniert und assoziiert mit Hämatit), Cu (30 % Cu koordiniert an S und 70 % an O) und Zn (Zn 4-fach an O koordiniert, Vorkommen als schwach kristalliner Al oder Fe-Spinell) in der Klärschlammasche bestimmt, was die zukünftige Entwicklung von Prozessen zur Rückgewinnung dieser Elemente aus Klärschlammasche unterstützen könnte.
Im Hinblick auf die Novellierung der Klärschlammverordnung in Deutschland, die 2017 erfolgte, planen Energiekonzerne seit etwa 2015 den Ersatz von fossilen Brennstoffen durch Klärschlamm, da mit zunehmenden Mengen zu rechnen ist. Dabei wird auch die Rückgewinnung des Phosphors geplant. 2017 wurden 70 % des Klärschlamms verbrannt.

### Klärschlammvererdung
Ein weiterer Verwertungsweg für Klärschlamm kann mit der Klärschlammvererdung erreicht werden. Nach der Entwässerung in Schilfbeeten werden die Gehalte an organischer Trockenmasse im Klärschlamm durch mikrobiellen Abbau weitgehend verringert, womit auch Änderungen der Materialeigenschaften, des Porenvolumens und weitere Folgen verbunden sind. Dadurch entsteht hygienisierte und humusähnliche Klärschlammerde, die sich zur Herstellung technischer Böden für die Verwendung als Pflanzsubstrat im Garten- und Landschaftsbau und für Wasserhaushaltsschichten bei Deponierekultivierungen eignet, wobei Wertstoffe wieder in den Stoffkreislauf zurückgeführt und nicht wie bei Verbrennung zerstört werden. Aspekte des Boden- und Grundwasserschutzes bleiben bei diesen Nutzungsarten zu beachten. Eine weitere Möglichkeit, die Nährstoffe wieder in den Stoffkreislauf zurückzuführen, ist die Zugabe bei der Kompostierung und in Biogasanlagen.

### Deponierung
Aufgrund des hohen Gehaltes an organischen Stoffen (etwa 50 %), was bei der Verwertung als Dünger die Humusbilanz des Ackers positiv beeinflusst, ist die Beseitigung des Klärschlamms durch Ablagerung auf Deponien in Deutschland seit dem 1. Juni 2005 nicht mehr möglich. Gemäß deutscher Abfallablagerungsverordnung (AbfAblV) dürfen seit diesem Datum nur noch Abfälle mit höchstens 5 % organischer Trockenmasse deponiert werden.

## Gefahren für den Menschen
Nach § 3 BioStoffV (Biostoffverordnung) fällt Klärschlamm in die minder schwere Risikogruppe 2 (von 4 Gruppen). Klärschlamm kann Mikroorganismen enthalten, die beim Menschen Infektionskrankheiten hervorrufen. Eine Verbreitung solcher Infektionskrankheiten in der Bevölkerung durch Klärschlamm ist aber unwahrscheinlich.
Die Aufnahme von Klärschlamm (zum Beispiel durch Verschlucken, über die vorgeschädigte Haut (z. B. offene Wunden, Ekzeme) oder durch Einatmen (Aerosole)) ist zu vermeiden.
In Deutschland darf Klärschlamm seit 1992 nicht auf Dauergrünland sowie Obst- und Gemüseanbauflächen ausgebracht werden, um die direkte Aufnahme des evtl. an Pflanzen anhaftenden Klärschlamms zu verhindern (§ 4 AbfKlärV). In der Schweiz wurde Anfang 2003 allgemein eine Ausbringung von Klärschlamm auf Weiden und auf Gemüseanbauflächen verboten.

### Schutzmaßnahmen bei der Handhabung
- Zum Schutz vor Verschlucken müssen hygienische Grundregeln beachtet werden, wie etwa Händewaschen vor dem Essen, Trinken und Rauchen und vor dem Gang zur Toilette.
- Falls direkter Kontakt nicht zu vermeiden ist, ist geeignete persönliche Schutzausrüstung zu tragen. Schutzhandschuhe müssen gegen Mikroorganismen undurchlässig sein und sind gekennzeichnet (Symbol „Undurchlässig für Mikroorganismen“). Dieses Kennzeichen muss auf dem Schutzhandschuh aufgedruckt sein.
- Bei sehr verschmutzungsgefährdenden Arbeiten kann der Körper mit einem spritzwasserundurchlässigen Einweg-Overall geschützt werden.
- Bei Arbeiten, bei denen das eventuelle Entstehen von Aerosolen durch technische Vorkehrungen nicht vermeidbar ist, sind zum Schutz vor Einatmen Atemschutzmasken der höchsten Filterstufe P3 zu tragen. Diese gibt es als Einmalmasken für Mund und Nase oder auch als partikelfiltrierende Halbmaske mit Filterwechselmöglichkeit.